# Лаарман, Мярт
Мярт (Ма́ртин) Ла́арман (эст. Märt Laarman; 22 февраля 1896, Лифляндская губерния, Российская империя — 18 апреля 1979, Таллин, Эстонская ССР, СССР) — эстонский художник-модернист, график, иллюстратор, художественный критик, публицист, поэт, эссеист, переводчик, оформитель книг, издатель, педагог. Заслуженный художник Эстонской ССР.

## Биография
Март Лаарман занимался графикой и живописью, преподавательской и литературной деятельностью. В 1920-х годах учился в школе Антса Лайкмаа, совершенствовался во время учебных поездок по северным странам (Финляндия, Германия, Дания, Швеция).
С 1923 года — член и руководитель Группы Эстонских Художников, с 1928 года редактировал альманах «Mue Kunsti Raamat», в 1928—1929 — критик издания «Taie». С конца 1930-х годов перешёл к более реалистичной трактовке мотивов. Его работам присуща скупая и обобщенная декоративность в расположении масс цвета на плоскости, сдержанный лиризм в трактовке образов.
30 лет проработал педагогом: полтора года учителем рисования, а всё остальное время — учителем эстонского языка и литературы. Будучи самоучкой, Мярт Лаарман достиг удивительных результатов во многих гуманитарных областях.

## Творчество
Ранние работы Лаармана подчеркнуто конструктивистские, но в то же время не лишены экспрессионизма. Об этом свидетельствуют «Семь гравюр на дереве» (1923) и «Церкви Олевисте и Нигулисте» (1927, гравюра на дереве). Экспрессионистическую контрастность и напряжение сохраняет в значительной степени и более позднее творчество художника, который в 1930-е годы, захваченный общей тенденцией, ориентируется на близость к натуре. Он создает многочисленные станковые графические листы — «Лебедь» (1943, гравюра на дереве), «Старик» (1958, гравюра на дереве), «Голова девушки» (1959, цветная гравюра на линолеуме) и др., но большую часть его творчества составляют книжные иллюстрации.
Автор оригинальных работ модернистского направления в изобразительном искусстве Эстонии.